# Roseți (gmina)
Roseți – gmina w Rumunii, w okręgu Călărași. Obejmuje tylko jedną miejscowość Roseți. W 2011 roku liczyła 6070 mieszkańców. 